# Epsilon Cygni
Pour les articles homonymes, voir Epsilon (homonymie).
Désignations
Epsilon Cygni (ε Cyg / ε Cygni) est une étoile multiple de la constellation du Cygne. Sa magnitude apparente est de 2,48. Son nom traditionnel est Gienah, mais ce nom est également porté par Gamma Corvi. L'Union astronomique internationale a retenu le nom d'Aljanah pour désigner l'étoile, le 30 juin 2017. Ces noms proviennent du mot arabe pour aile, جناح janāħ. En astronomie chinoise, elle fait partie de l'astérisme Tianjin, représentant un gué servant à traverser la Voie lactée, qui symbolise un fleuve céleste, Tianhe.
Epsilon Cygni est un système d'étoiles triple. Sa composante principale est géante orange et froide, comme le sont beaucoup d'étoiles visibles, et bien avancée en termes d'évolution stellaire. Bien que jeune en comparaison avec le Soleil, sa masse plus importante lui donne une durée de vie beaucoup plus courte, et l'étoile a entamé les premières phases vers sa mort. Le système est situé à 73 années-lumière de la Terre, et il s'en rapproche à une vitesse radiale de −12,6 km/s.